# Der rote Henker
Der rote Henker ist ein deutsches Stummfilmdrama aus dem Jahre 1919 von Rudolf Biebrach mit Ellen Richter und Ernst Hofmann in den Hauptrollen. Die Geschichte basiert frei auf dem Roman “Marion Delorme” von Victor Hugo.

## Handlung
Frankreich in der ersten Hälfte des 17. Jahrhunderts, zur Zeit des Herzogs und allgewaltigen Kardinals Richelieu. Die Kurtisane (Prostituierte) Marion Delorme verliebt sich in den Adeligen Didier de Lassigny, obwohl sie zu dieser Zeit noch mit einem anderen Adeligen, dem Marquis de Saverny zusammen ist. Marion verlässt daraufhin den Marquis. Deshalb kommt es zu einem Duell der beiden hochadeligen Herren, obwohl Duelle in diesen Kreisen von Richelieu strengstens verboten wurden. Als dies ruchbar wird, legt man Didier in Ketten und verurteilt ihn zum Tode. Marion opfert sich ihrer neuen Liebe zuliebe, doch das Opfer ist umsonst. Didier, der sich weigerte zu fliehen, wird schließlich im Auftrag des „roten Henkers“ Richelieu enthauptet.

## Produktionsnotizen
Der rote Henker entstand 1919 in den UFA-Messter-Ateliers in Berlin-Tempelhof, passierte die Zensur im Dezember 1919 und wurde am 17. Januar 1920 in den Kammerlichtspielen uraufgeführt. Der Vierakter mit einer Länge von 1297 Metern Länge erhielt Jugendverbot.
Jack Winter gestaltete die Filmbauten.

## Kritik
Paimann’s Filmlisten resümierte: „Stoff und Szenerie sehr gut. Photos und besonders das Spiel ausgezeichnet.“